# 1972 في تايوان
فيما يلي قوائم الأحداث التي وقعت خلال عام 1972 في تايوان.

## سياسة

### انتهاء فترة المنصب
- 1 يونيو – تشيانغ تشينغ كو نائب رئيس جمهورية الصين [الإنجليزية]‏.

## أفلام
من الأفلام التي صدرت هذه السنة في تايوان:
- 1 يناير – دم ليوبارد

## مواليد

### يونيو
- 6 يونيو – نتالي موراليز صحفية من الولايات المتحدة الأمريكية.